# 구개수 전동음
구개수 전동음(口蓋垂顫動音) 또는 목젖 떨림소리는 자음의 종류 중 하나다. 국제 음성 기호에서는 이 소리를 ʀ로 나타낸다.

## 발음의 예
- 라디노어: r에서 이 소리가 난다.
- 표준 이디시어: ר에서 이 소리가 난다.